# Union megye (Iowa)
Union megye az Amerikai Egyesült Államokban, azon belül Iowa államban található. Lakosainak száma 12 138 fő (2020. április 1.). Union megye Madison, Ringgold, Adair, Clarke, Decatur, Adams és Taylor megyékkel határos.

## Népesség
A megye népessége az elmúlt években az alábbi módon változott:
| Lakosok száma | 12 503 | 12 537 | 12 584 | 12 583 | 12 469 | 12 138 |
|               | 2010   | 2011   | 2012   | 2013   | 2015   | 2020   |